# Кабінет Геббельса
Кабінет Геббельса — сформований 30 квітня 1945 й проіснував до 1 травня 1945 року — один день. У своєму заповіті Гітлер призначив Карла Деніца своїм наступником. При цьому він отримав посаду не фюрера, а рейхспрезидента, яку Гітлер фактично скасував в 1934 році після смерті Гінденбурга. Міністр пропаганди Йозеф Геббельс став новим рейхсканцлером, а Мартін Борман — «міністром партії», що де-факто дало йому контроль над НСДАП.

## Склад
| Посада                                               | Керівник | Фото                 | Партія          | Вступив на посаду | Покинув посаду                                                                   | Примітка |
| ---------------------------------------------------- | -------- | -------------------- | --------------- | ----------------- | -------------------------------------------------------------------------------- | -------- |
| Рейхсканцлер                                         |          |                      |                 |                   |                                                                                  |          |
| Йозеф Геббельс                                       |          | НСДАП                | 30 квітня 1945  | 1 травня 1945     | з 13 березня 1933 по 1 травня 1945 — Рейхсміністр народної просвіти і пропаганди |          |
| Рейхсміністр по справах партії НСДАП                 |          |                      |                 |                   |                                                                                  |          |
| Мартін Борман                                        |          | НСДАП                | 30 квітня 1945  | 2 травня 1945     |                                                                                  |          |
| Рейхсміністр закордонних справ                       |          |                      |                 |                   |                                                                                  |          |
| Артур Зейсс-Інкварт                                  |          | НСДАП                | 30 квітня 1945  | 1 травня 1945     |                                                                                  |          |
| Рейхсміністр внутрішніх справ                        |          |                      |                 |                   |                                                                                  |          |
| Пауль Гіслер                                         |          | НСДАП                | 30 квітня 1945  | 2 травня 1945     |                                                                                  |          |
| Рейхсміністр фінансів                                |          |                      |                 |                   |                                                                                  |          |
| Людвиг Шверин фон Крозиг                             |          | НСДАП                | 30 січня 1933   | 23 травня 1945    |                                                                                  |          |
| Рейхсміністр економіки                               |          |                      |                 |                   |                                                                                  |          |
| Вальтер Функ                                         |          | НСДАП                | 5 лютого 1938   | 1 травня 1945     |                                                                                  |          |
| Рейхсміністр праці                                   |          |                      |                 |                   |                                                                                  |          |
| Франц Зельдте                                        |          | Сталевий шолом НСДАП | 30 січня 1933   | 23 травня 1945    |                                                                                  |          |
| Рейхсміністр юстиції                                 |          |                      |                 |                   |                                                                                  |          |
| Отто Георг Тірак                                     |          | НСДАП                | 24 серпня 1942  | 23 травня 1945    |                                                                                  |          |
| Воєнний міністр                                      |          |                      |                 |                   |                                                                                  |          |
| Карл Деніц                                           |          | НСДАП                | 30 квітня 1945  | 23 травня 1945    | з 30 квітня до 23 травня 1945 — Рейхпрезидент Німеччини                          |          |
| Рейхсміністр продовольства і сільського господарства |          |                      |                 |                   |                                                                                  |          |
| Герберт Бакке                                        |          | НСДАП                | 23 травня 1942  | 23 травня 1945    |                                                                                  |          |
| Рейхсміністр народної просвіти і пропаганди          |          |                      |                 |                   |                                                                                  |          |
| Йозеф Геббельс                                       |          | НСДАП                | 13 березня 1933 | 1 травня 1945     | з 30 квітня до 1 травня 1945 — Рейхсканцлер Німеччини                            |          |
| Рейхсміністр авіації                                 |          |                      |                 |                   |                                                                                  |          |
| Роберт Ріттер фон Грейм                              |          | НСДАП                | 26 квітня 1945  | 9 травня 1945     |                                                                                  |          |
| Рейхсміністр воєнної промисловості                   |          |                      |                 |                   |                                                                                  |          |
| Карл-Отто Заур                                       |          | НСДАП                | 30 квітня 1945  | 1 травня 1945     |                                                                                  |          |
| Рейхсміністр окупованих східних територій            |          |                      |                 |                   |                                                                                  |          |
| Альфред Розенберг                                    |          | НСДАП                | 17 липня 1941   | 8 травня 1945     |                                                                                  |          |
| Рейхсміністр по справах Богемії і Моравії            |          |                      |                 |                   |                                                                                  |          |
| Карл Герман Франк                                    |          | НСДАП                | 20 серпня 1943  | 9 травня 1945     |                                                                                  |          |
| Рейхсміністр у справах церкви                        |          |                      |                 |                   |                                                                                  |          |
| Густав Адольф Шеєль                                  |          | НСДАП                | 30 квітня 1945  | 4 травня 1945     |                                                                                  |          |

## Див. также
- Кабінет Гітлера
- Фленсбурзький кабінет